# Ningbo Open 2024 - Qualificazioni singolare
Le qualificazioni del singolare femminile del Ningbo Open 2024 sono state un torneo di tennis preliminare per accedere alla fase finale della manifestazione svolte dal 12 al 13 ottobre 2024. Le vincitrici dell'ultimo turno sono entrate di diritto nel tabellone principale. In caso di ritiro di una o più giocatrici aventi diritto a queste sono subentrati le lucky loser, ossia le giocatrici che hanno perso nell'ultimo turno ma che avevano una classifica più alta rispetto alle altre partecipanti che avevano comunque perso nel turno finale.

## Teste di serie
1. Kamilla Rachimova (qualificata)
2. Jaqueline Cristian (primo turno, lucky loser)
3. Julija Starodubceva (primo turno)
4. Olivia Gadecki (qualificata)
5. Ajla Tomljanović (qualificata)
6. Sara Errani (qualificata)

1. Anna Bondár (ultimo turno, lucky loser)
2. Ella Seidel (ultimo turno, lucky loser)
3. Tamara Korpatsch (ultimo turno, lucky loser)
4. Wei Sijia (primo turno)
5. Alex Eala (primo turno)
6. Varvara Lepchenko (qualificata)

## Qualificate
1. Kamilla Rachimova
2. Varvara Lepchenko
3. You Xiaodi

1. Olivia Gadecki
2. Ajla Tomljanović
3. Sara Errani

### Lucky loser
1. Anna Bondár
2. Tamara Korpatsch
3. Ella Seidel
4. Kathinka von Deichmann

1. Priscilla Hon
2. Ma Yexin
3. Jaqueline Cristian

## Tabellone

### Legenda
| - Q = Qualificato - WC = Wild card - LL = Lucky loser | - ALT = Alternate - SE = Special Exempt - PR = Protected Ranking | - w/o = Walkover - r = Ritirato - d = Squalificato |

### Sezione 1
|  | Primo turno | Primo turno        | Primo turno | Primo turno | Primo turno |  |  | Ultimo turno | Ultimo turno      | Ultimo turno      | Ultimo turno | Ultimo turno |  |
|  |             |                    |             |             |             |  |  |              |                   |                   |              |              |  |
|  | 1           | Kamilla Rachimova  | 4           | 7           | 6           |  |  |              |                   |                   |              |              |  |
|  |             | Tat'jana Prozorova | 6           | 61          | 0           |  |  | 1            | Kamilla Rachimova | Kamilla Rachimova | 6            | 6            |  |
|  |             | Liang En-shuo      | 4           | 6           | 5           |  |  | 9            | Tamara Korpatsch  | Tamara Korpatsch  | 0            | 3            |  |
|  | 9           | Tamara Korpatsch   | 6           | 1           | 7           |  |  |              |                   |                   |              |              |  |

### Sezione 2
|  | Primo turno | Primo turno            | Primo turno       | Primo turno | Primo turno |  |  | Ultimo turno | Ultimo turno           | Ultimo turno           | Ultimo turno | Ultimo turno |  |
|  |             |                        |                   |             |             |  |  |              |                        |                        |              |              |  |
|  | 2           | Jaqueline Cristian     | 6                 | 3           | 4           |  |  |              |                        |                        |              |              |  |
|  |             | Kathinka von Deichmann | 3                 | 6           | 6           |  |  |              | Kathinka von Deichmann | Kathinka von Deichmann | 3            | 2            |  |
|  | WC          | Lu Jiajing             | Lu Jiajing        | 4           | 1           |  |  | 12           | Varvara Lepchenko      | Varvara Lepchenko      | 6            | 6            |  |
|  | 12          | Varvara Lepchenko      | Varvara Lepchenko | 6           | 6           |  |  |              |                        |                        |              |              |  |

### Sezione 3
|  | Primo turno | Primo turno         | Primo turno         | Primo turno | Primo turno |  |  | Ultimo turno | Ultimo turno  | Ultimo turno  | Ultimo turno | Ultimo turno |  |
|  |             |                     |                     |             |             |  |  |              |               |               |              |              |  |
|  | 3           | Julija Starodubceva | Julija Starodubceva | 6           | 65          |  |  |              |               |               |              |              |  |
|  | WC          | You Xiaodi          | You Xiaodi          | 7           | 7           |  |  |              | You Xiaodi    | You Xiaodi    | 6            | 6            |  |
|  |             | Priscilla Hon       | Priscilla Hon       | 6           | 6           |  |  |              | Priscilla Hon | Priscilla Hon | 0            | 3            |  |
|  | 11          | Alex Eala           | Alex Eala           | 4           | 3           |  |  |              |               |               |              |              |  |

### Sezione 4
|  | Primo turno | Primo turno    | Primo turno    | Primo turno | Primo turno |  |  | Ultimo turno | Ultimo turno   | Ultimo turno   | Ultimo turno | Ultimo turno |  |
|  |             |                |                |             |             |  |  |              |                |                |              |              |  |
|  | 4           | Olivia Gadecki | Olivia Gadecki | 6           | 6           |  |  |              |                |                |              |              |  |
|  | WC          | Zhang Shuai    | Zhang Shuai    | 2           | 4           |  |  | 4            | Olivia Gadecki | Olivia Gadecki | 6            | 6            |  |
|  | WC          | Yao Xinxin     | 7              | 3           | 2           |  |  | 7            | Anna Bondár    | Anna Bondár    | 2            | 3            |  |
|  | 7           | Anna Bondár    | 64             | 6           | 6           |  |  |              |                |                |              |              |  |

### Sezione 5
|  | Primo turno | Primo turno      | Primo turno      | Primo turno | Primo turno |  |  | Ultimo turno | Ultimo turno     | Ultimo turno     | Ultimo turno | Ultimo turno |  |
|  |             |                  |                  |             |             |  |  |              |                  |                  |              |              |  |
|  | 5           | Ajla Tomljanović | Ajla Tomljanović | 6           | 6           |  |  |              |                  |                  |              |              |  |
|  |             | Carol Zhao       | Carol Zhao       | 2           | 0           |  |  | 5            | Ajla Tomljanović | Ajla Tomljanović | 6            | 6            |  |
|  |             | Shi Han          | Shi Han          | 4           | 62          |  |  | 8            | Ella Seidel      | Ella Seidel      | 1            | 2            |  |
|  | 8           | Ella Seidel      | Ella Seidel      | 6           | 7           |  |  |              |                  |                  |              |              |  |

### Sezione 6
|  | Primo turno | Primo turno | Primo turno | Primo turno | Primo turno |  |  | Ultimo turno | Ultimo turno | Ultimo turno | Ultimo turno | Ultimo turno |  |
|  |             |             |             |             |             |  |  |              |              |              |              |              |  |
|  | 6           | Sara Errani | Sara Errani | 7           | 6           |  |  |              |              |              |              |              |  |
|  |             | Gao Xinyu   | Gao Xinyu   | 5           | 1           |  |  | 6            | Sara Errani  | 6            | 4            | 6            |  |
|  |             | Ma Yexin    | 7           | 0           | 6           |  |  |              | Ma Yexin     | 0            | 6            | 4            |  |
|  | 10          | Wei Sijia   | 5           | 6           | 3           |  |  |              |              |              |              |              |  |